# Массіміліано Ферретті
Массіміліано Ферретті (італ. Massimiliano Ferretti, 22 червня 1966) — італійський ватерполіст.
Олімпійський чемпіон 1992 року, учасник 1988 року.
Чемпіон світу з водних видів спорту 1994 року, срібний призер 1986 року.
Чемпіон Європи з водного поло 1993 року, бронзовий призер 1987, 1989 років.